# Syntomeida
Syntomeida é um gênero de traça pertencente à família Arctiidae.